# Hovorová čeština
Hovorová čeština je mluvená forma spisovné češtiny. Od psané formy se liší například tím, že zahrnuje též jazykové prostředky bližší nespisovné (obecné) češtině, které postupně začínají být vnímány jako spisovné. Někteří lingvisté nehovoří o hovorové češtině jako o samostatné formě češtiny, ale o vrstvě stylově příznačných hovorových prostředků v češtině, které jsou v užším smyslu méně spisovné nebo které jsou specifické pro mluvenou řeč. Protikladem hovorové příznačnosti v rámci spisovného jazyka je knižní příznačnost.
Termín hovorová čeština neoznačuje nespisovnou češtinu, mezi jejíž formy patří například obecná čeština, nářečí, slangy, expresivní nebo vulgární mluva. Na pomezí spisovnosti mohou být také výrazy zastaralé, nové, odborné, cizí, oblastní, dětské i další.
Termín hovorová čeština se významem a použitím liší od pojmu mluvená čeština (mluvený jazyk), užívaného korpusovými lingvisty.
Nejlépe popsány jsou lexikální (týkající se slovní zásoby) a morfologické (týkající se skloňování a časování) výrazové prostředky, zatímco například fonologická nebo syntaktická specifika hovorové češtiny příliš popsána a popularizována nejsou.

## Příklady
Před pomlčkou jsou uvedeny české hovorové výrazy a tvary, za pomlčkou jejich neutrální nebo knižní protějšky
- táta – otec
- motorka – motocykl
- garsonka – garsoniéra
- malér – nepříjemnost
- můžu, můžou – mohu, mohou